# Cryphia griseoflava
Cryphia griseoflava là một loài bướm đêm trong họ Noctuidae.